# Port Moresby
Port Moresby je prestolnica in hkrati največje mesto države Papuanske Nova Gvineje. Mesto se nahaja v zalivu Papua na jugovzhodni obali otoka Nova Gvineja. Pred prihodom Evropejcev so območje naseljevala različna plemena. Območje je leta 1873 prvi odkril britanski kapitan John Moresby in ga poimenoval po svojem očetu admiralu Ferifaxu Moresbyu.
Mesto je bilo upravno središče celotnega vzhodnega dela otoka, ki je takrat spadal pod Avstralijo. Skozi desetletja se je to majhno kolonialno mesto razvijalo zelo počasi, tako je prva elektrika tja prišla šele leta 1925, vodovod pa šele leta 1941. Svetovno znano je postalo v drugi svetovni vojni, ko so se okoli njega odvijali srditi boji med japonsko in zavezniško vojsko. Septembra 1975 je mesto postalo prestolnica neodvisne države Papuanska Nova Gvineja.
Danes v mestu živi okoli 255.000 ljudi. Življenjske razmere v mestu so slabe, prepad me revnimi in bogatimi je velik prav tako je visoka stopnja kriminala.